# Anna Petrowna Bunina

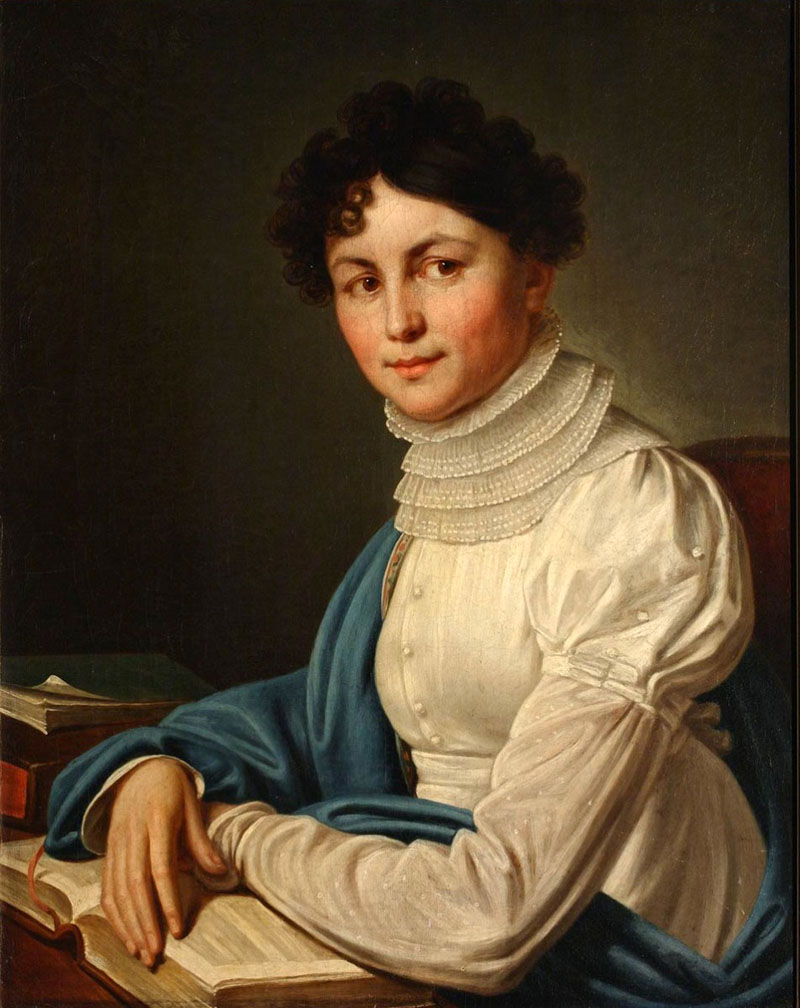
Anna Petrowna Bunina (A. G. Warnek, 1823)

Anna Petrowna Bunina (russisch Анна Петровна Бунина; * 7. Januarjul. / 18. Januar 1774greg. im Dorf Urussowo, Ujesd Ranenburg; † 4. Dezemberjul. / 16. Dezember 1829greg. im Dorf Denissowka, Ujesd Ranenburg) war eine russische Dichterin und Übersetzerin.

## Leben
Bunina stammte aus einer altadligen Familie, zu der auch der Dichter Wassili Schukowski gehörte. Ihr Vater Pjotr Maximowitsch Bunin (1746–1801) war Praporschtschik. Sie verlor 1775 ihre Mutter und wuchs bei ihrer Tante in Urussowo auf, wo sie nur Russischlesen und -schreiben, die Grundrechenarten und Handarbeit lernte.
Gedichte begann Bunina bereits mit 13 Jahren zu schreiben. Ihre erste Veröffentlichung war 1799 ein Prosatext über die Liebe in der neuen
Moskauer Zeitschrift Hippokrene (1799–1801). Als ihr Vater starb, ging sie mit dem ererbten Vermögen zum Verdruss der Verwandten 1802 nach St. Petersburg, nahm sich eine Wohnung auf der Wassiljewski-Insel und begann selbständig Französisch, Deutsch, Englisch, Physik, Mathematik und insbesondere russische Literatur zu studieren. Aber das Leben in St. Petersburg war teuer, sodass ihre Mittel nach eineinhalb Jahren erschöpft waren. Ihr Bruder Iwan Petrowitsch Bunin (1773–1859), Marineoffizier in St. Petersburg, machte sie schnell mit den St. Petersburger Literaten bekannt, denen sie ihre ersten Werke zeigte. 1806 wurde eines ihrer Gedichte gedruckt, und ihr erster Gedichtsammelband Neopytnaja musa (Die unerfahrene Muse) war 1809 ein großer Erfolg. Eine Ausgabe wurde der Kaiserin Elisabeth Alexejewna überreicht, worauf Bunina eine jährliche Pension von 400 Rubel gewährt wurde. Später erhielt sie auch eine Pension von der Kaiserin-Witwe Maria Fjodorowna. Nach einhelliger Meinung der Kritiker übertraf Bunina mit ihrer Begabung die früheren Autorinnen Marija Suschkowa, Anna Weljaschewa-Wolynzewa, Fürstin Jekaterina Urussowa und Fürstin J. Menschikowa. Gawriil Derschawin und Iwan Krylow schätzten Buninas Gedichte. Im Übrigen übersetzte sie Werke von Charles Batteux, Nicolas Boileau und Félicité de Genlis.
Bunina gab ein weiteres Buch mit Gedichten heraus. In Alben schrieb sie sapphische Gedichte und Gedichte nach der Art einer lesbischen Dichterin. 1811 veröffentlichte sie ihrem Bruder Pjotr (1769–nach 1834, Gutsbesitzer) gewidmete Prosa-Texte über ländliche Abende. Nach dem französischen Aggressionskrieg 1812 und dem Sieg über Napoleon präsentierte sie eine Hymne auf den Kaiser Alexander I.
Die inzwischen sehr bekannte Bunina erkrankte an Krebs. Die besten Ärzte behandelten sie, und Kaiser Alexander I. wachte über ihr Wohlbefinden. Zur besseren Behandlung wurde sie 1815 nach England geschickt, wo sie zwei Jahre lang blieb. in einem Brief an Walter Scott schilderte sie 1817 die durch sein Gedicht Marmion (1808) ausgeloste Begeisterung bei den russischen Lesern.
Nach der Rückkehr schrieb Bunina nur noch wenig. 1821 veröffentlichte sie die vollständige Sammlung ihrer Werke in drei von der Akademie der Wissenschaften herausgegebenen Bänden. Ihr wurde von Alexander I. eine lebenslange Pension von jährlich 2000 Rubel gewährt. Zeitgenossen widmeten ihr auch sarkastische Verse. Konstantin Batjuschkow schrieb in Anspielung auf Sappho einen Dreizeiler, und Alexander Puschkin verglich sie 1822 in einem Brief an den Zensor mit einem bekannten Graphomanen. Im Damski schurnal veröffentlichte sie 1823 Gedichte für die Mitmenschen. Ab 1824 lebte sie in Moskau und in dem Dorf Denissowka. Ihre Krankheit verschlimmerte sich, und sie konnte nur noch auf den Knien liegen.
Bunina starb am 16. Dezember 1829 in Denissowka und wurde im benachbarten Urussowo bestattet. Ihr Patensohn und Großneffe Pjotr Semjonow-Tjan-Schanski ließ auf ihrem Grab ein Denkmal errichten.
Buninas Schwester Marija war die Frau des Architekten Karl Blank, Mutter des Dramaturgen Pjotr Semjonow und Großmutter des Forschungsreisenden Pjotr Semjonow-Tjan-Schanski. Mit Bunina waren die Brüder Juli und Iwan Bunin verwandt, die schriftstellerisch tätig waren. Auch war Bunina die Tante des Großvaters der Dichterin Anna Achmatowa.